# دهستان باقرآباد
دهستان باقر آباد یکی از دهستان‌های استان مرکزی است که در بخش مرکزی شهرستان محلات واقع شده است.
روستاهای تابع آن عبارتند از: امیرآباد بزنجان، بزی جان، سعادت آباد، شوره پائین، صفی آباد، کوه سفید، کهانین، ارقده، اسدآباد، توتک سفید، جردیجان، جمال آباد، جودان، چم ترکان، چم شاهی، چم محسن خان، چم نوروز، چهل رز، حسین آبادامیری، دولستان، سنجه باشی، علی آبادسنجه باشی، گل چشمه بالا، حاجی آباد، یحیی آباد، یکه چاه، قطب صنعتی، پادگان شهید محلاتی، آب گرم بالا، آب عزیز، آب ملا، آقاکمال، استادعلی، باغ آباد، باغ سلطانیه، تجرکان، تخت، جهان آباد، چاه اولیائی، حسین آبادمرادی، دوگوش، چاه نوری، سسکندر، عالم آباد، علی آبادزیرآب، کشتارگاه، کهریزنو، لریجان، لاساآباد، سرچشمه محلات، محمودآباد، چشمه سرخه، چهاربرجی، حاجی اقا، کندآب، محمدآباد، چاه میرزاحسن، نصرت آباد، اتشکوه، افشجرد، فلاوربالا، فلاورپائین، حسین آباد، سیدآباد، قلعه چم، محمدآباد، مزور، نخجیروان، مجتمع سنگبری، امیرآباد، باقرآباد، عباس آباد و شهر نیمور.